# Arula
Arula – wieś w Estonii, prowincji Valga, w gminie Otepää. Na wschód od wsi znajduje się jezioro Kõlli, przez które przepływa rzeczka Voki oja.
W 2000 roku wieś zamieszkiwały 82 osoby.